# Qendër Librazhd
Qendër Librazhd è una frazione del comune di Librazhd in Albania (prefettura di Elbasan).
Fino alla riforma amministrativa del 2015 era comune autonomo, dopo la riforma è stato accorpato, insieme agli ex-comuni di Hotolisht, Lunik, Orenjë, Polis e Stëblevë a costituire la municipalità di Librazhd.